# Hutsonville
Hutsonville és una població dels Estats Units a l'estat d'Illinois. Segons el cens del 2000 tenia 568 habitants.

## Demografia
Segons el cens del 2000, Hutsonville tenia 568 habitants, 239 habitatges, i 164 famílies. La densitat de població era de 317,8 habitants/km².
Dels 239 habitatges en un 28,5% hi vivien nens de menys de 18 anys, en un 52,3% hi vivien parelles casades, en un 12,6% dones solteres, i en un 31% no eren unitats familiars. En el 27,6% dels habitatges hi vivien persones soles el 15,1% de les quals corresponia a persones de 65 anys o més que vivien soles. El nombre mitjà de persones vivint en cada habitatge era de 2,38 i el nombre mitjà de persones que vivien en cada família era de 2,87.
Per edats la població es repartia de la següent manera: un 22,9% tenia menys de 18 anys, un 8,8% entre 18 i 24, un 23,9% entre 25 i 44, un 25,4% de 45 a 60 i un 19% 65 anys o més.
L'edat mediana era de 40 anys. Per cada 100 dones de 18 o més anys hi havia 91,3 homes.
La renda mediana per habitatge era de 33.500 $ i la renda mediana per família de 36.364 $. Els homes tenien una renda mediana de 29.167 $ mentre que les dones 20.000 $. La renda per capita de la població era de 15.774 $. Aproximadament l'11,6% de les famílies i el 15,6% de la població estaven per davall del llindar de pobresa.

## Poblacions més properes
El següent diagrama mostra les poblacions més properes.